# 要津寺 (墨田区)
要津寺（ようしんじ）は、東京都墨田区にある臨済宗妙心寺派の寺院。

## 概要
慶安年間（1648年 - 1652年）、牧野成儀（実質的には子の牧野成貞）の開基である。元々は本郷に位置し、「乾徳寺」という寺号だった。
その後、天和2年（1682年）の火災で一時廃寺となった。元禄4年（1691年）、牧野成貞は父の遺志を継いで、関宿藩下屋敷の一部（現在地）を寄進して寺を再興した。その際に「要津寺」へ改称した。寺号は父・成儀の戒名「要津院殿壁立鈍鉄大居土」に由来する。
近くに松尾芭蕉の住居「芭蕉庵」があった関係で、境内には俳句関係の石碑が存在している。

## 墓所
- 牧野家（笠間藩主家）
- 中野撝謙（儒学者）
- 島男也（武術家）

## 交通アクセス
- 森下駅より徒歩5分。